# Pourcieux
Pourcieux (okzitanisch Porcièu) ist eine französische Gemeinde mit 1.564 Einwohnern (Stand 1. Januar 2022) im Département Var in der Region Provence-Alpes-Côte d’Azur. Sie gehört zum Kanton Saint-Maximin-la-Sainte-Baume im Arrondissement Brignoles und ist Teil des Gemeindeverbands Sainte Baume-Mont Aurélien.

## Geografie
Die Gemeinde liegt zwischen Aix-en-Provence und Saint-Maximin-la-Sainte-Baume. Teile des Gemeindegebietes gehören zum Regionalen Naturpark Sainte-Baume. Nachbarorte sind Pourrières (sieben Kilometer), Ollières (fünf Kilometer) und Seillons-Source-d’Argens (zehn Kilometer). Die Gemeinde liegt zwischen dem Massif de la Sainte-Baume im Süden und der Montagne Sainte-Victoire im Norden. Das Dorf liegt am Arc.

## Geschichte
Die frühesten Spuren menschlicher Anwesenheit sind Steinwerkzeuge, die in der Arc-Ebene gefunden wurden. Aus der Folgezeit wurden mehrere Siedlungen in den Höhenzügen entdeckt. Obwohl es keine schriftlichen Dokumente aus dieser Zeit gibt, sind Teile der Sprache noch in heutigen Ortsnamen zu finden. Während der Römerzeit wurden die Oppida in den Hügelketten romanisiert, doch vor allem die Ebene erlebte eine große Veränderung. Die Landwirtschaft war sehr stark vertreten, noch heute sind Überreste von zwanzig landwirtschaftlichen Betrieben aus dieser Zeit zu finden. Es sind aber auch drei industrielle Betriebe erhalten. Durch den Ort führte die Römerstraße von Fréjus nach Aix. Außerdem führten Wege ins Huveaune-Tal und in die Alpen. In der Folgezeit wurde die römische Landwirtschaft fortgesetzt. Eine mögliche Eroberung durch die Franken ist umstritten. 950 wurde Arlulfe de Marseille Herr über den Ort. Um das Jahr 1000 entstand auf dem Hügel Sainte-Croix ein Castrum. An der ehemaligen Römerstraße entstand außerdem die Pfarrkirche des Ortes. Während der Renaissance erholte sich die Einwohnerzahl in der Provence wieder. Seit 1444 ist in Pourcieux die Glasproduktion nachweisbar. Anfang des 15. Jahrhunderts wurde das alte Castrum aufgegeben und stattdessen ein neues Schloss gebaut. Außerdem wurde neben das Schloss eine private Kapelle für die Familie des Herren gebaut. Von der Kapelle ist allerdings nichts mehr erhalten. In einem Vertrag aus dem Jahr 1513 wurde der Ort nicht mehr als „Villa“, sondern als Bourg bezeichnet, Pourcieux war also zu einer Kleinstadt herangewachsen. Es entstand daher auch ein Posthaus. Die Kirche unterstand der Abtei Saint-Victor in Marseille, allerdings war ein Pfarrer der Erzdiözese von Aix-en-Provence für die Gemeinde zuständig. 1753 wurde die Glaserei geschlossen. Ein reicher Parlamentarier von Aix ließ sich hier nieder. Sein „Landhaus“ wurde das dritte Schloss von Pourcieux. Während der Revolution wurde am 8. September 1790 in der Kirche die vollständige Aufhebung der Feudalherrschaft verkündet. Der Sohn des ehemaligen Herren weigerte sich, einen Treueeid auf die Verfassung zu schwören, wurde am 11. August 1792 in Paris verhaftet und am 2. September ermordet. Am 29. November 1880 wurde die Eisenbahnlinie Trets-Carnoules eröffnet, die auch durch Pourcieux führte.

## Sehenswürdigkeiten

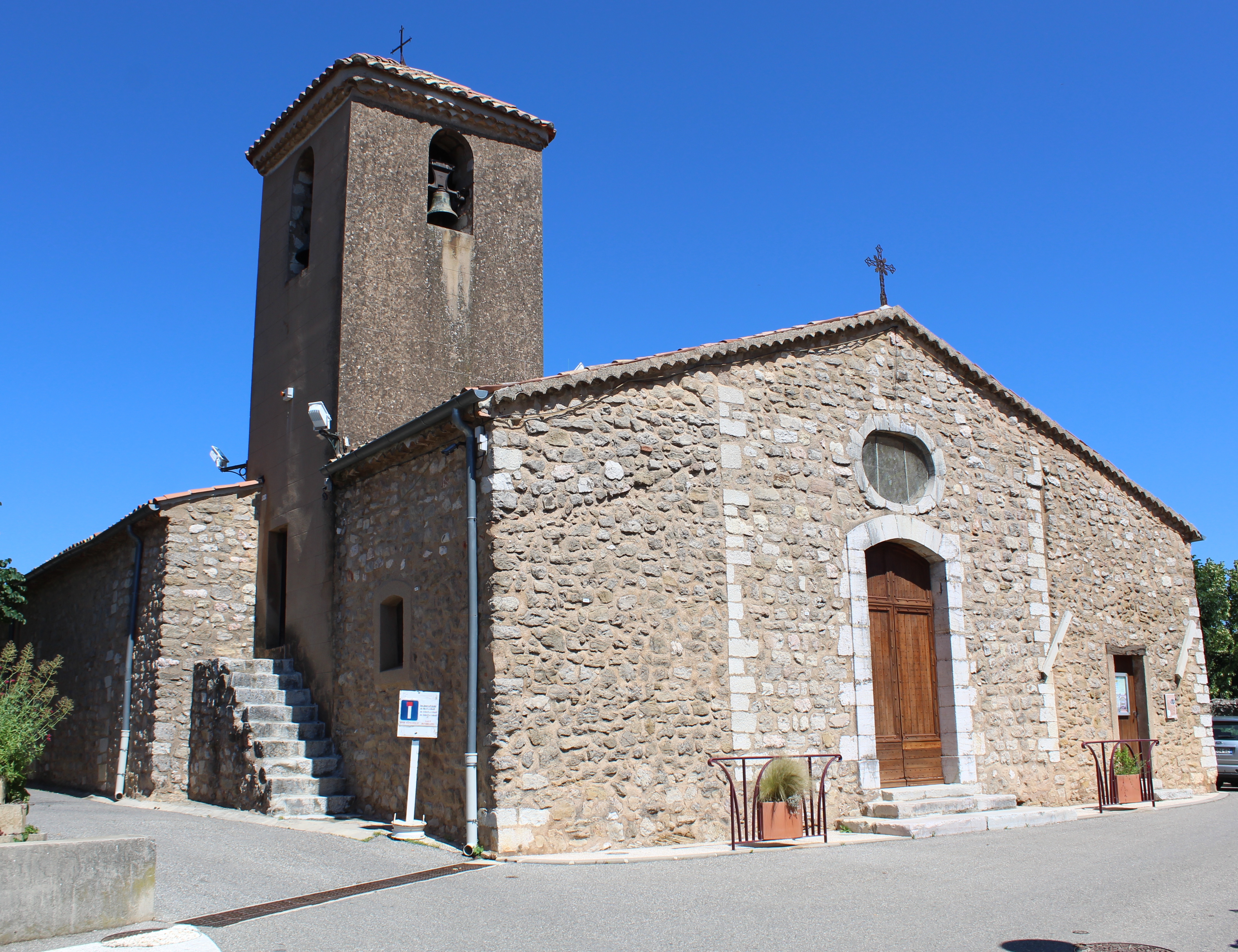
Kirche Mariä Himmelfahrt
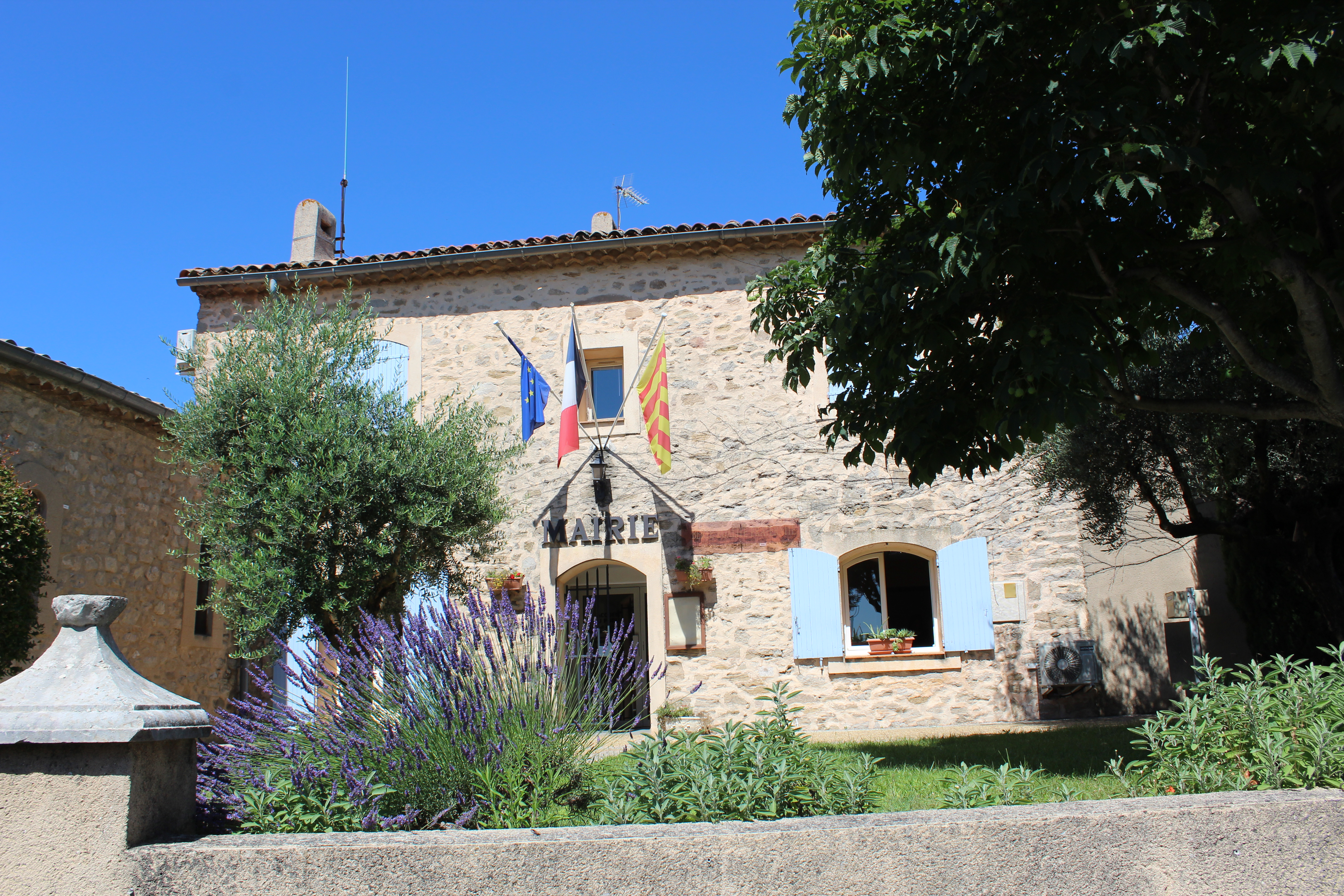
Mairie
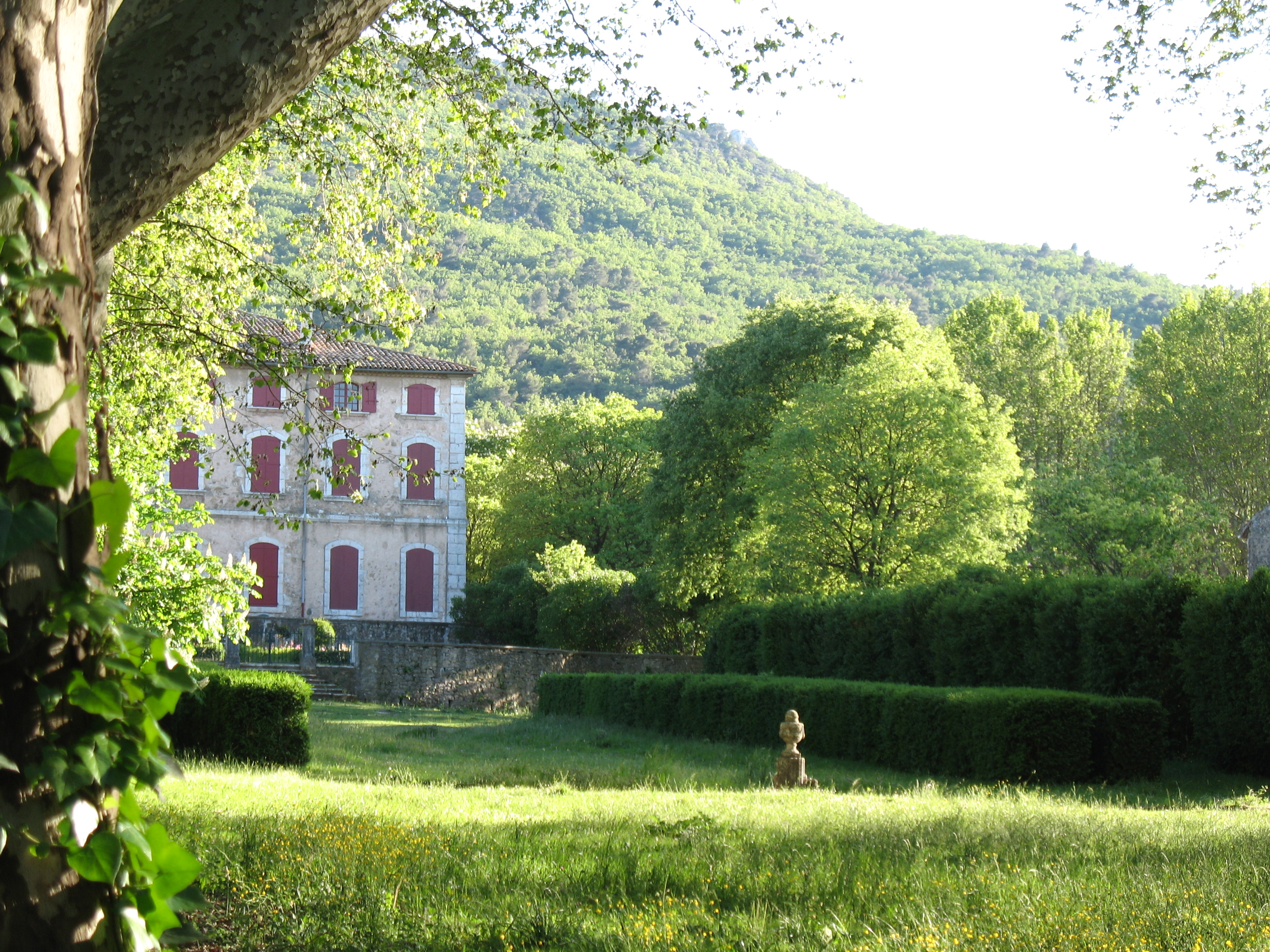
Schloss

- Schloss von Pourcieux
- Öffentliche Badehäuser und Brunnen
- Kriegerdenkmal
- Post
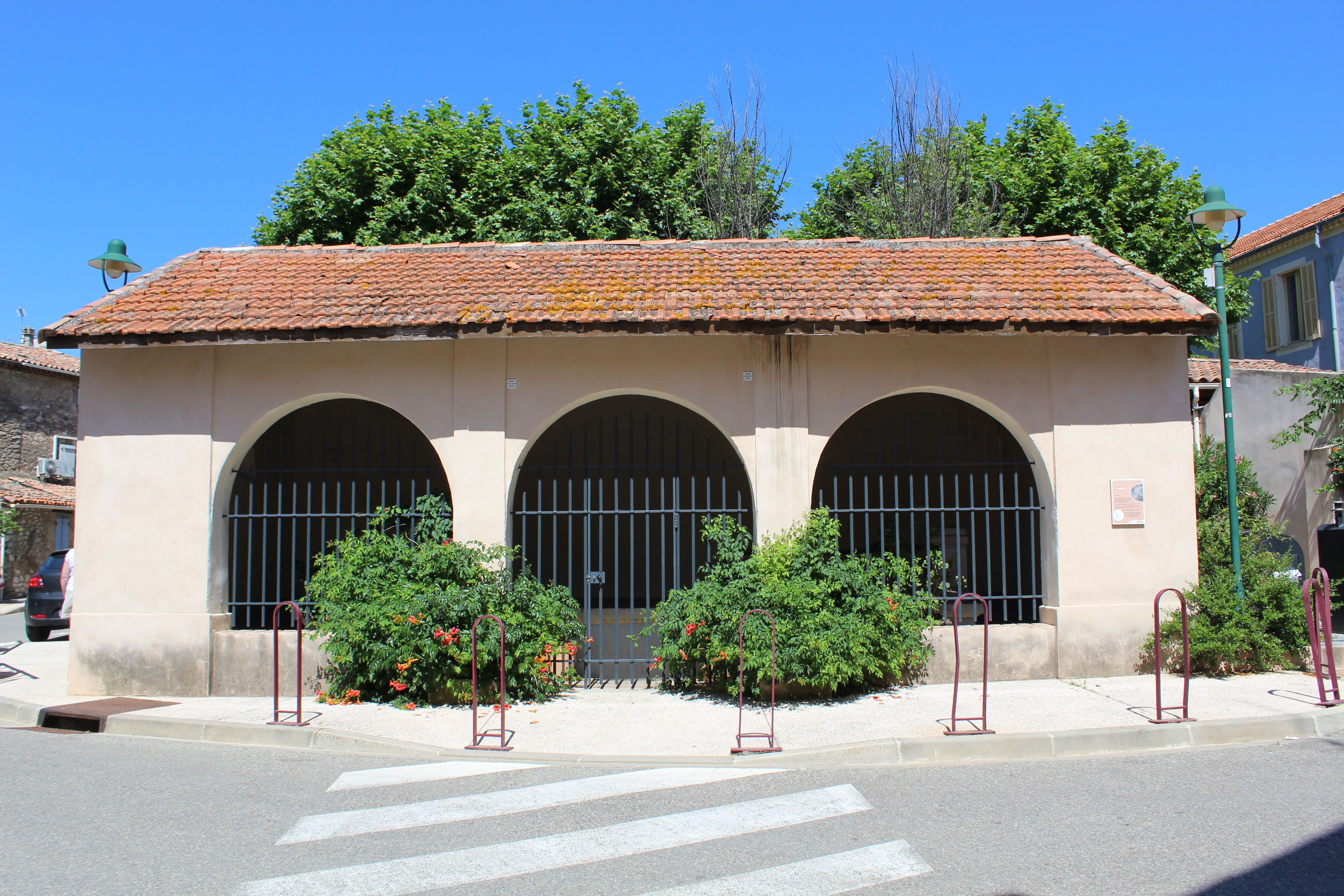
Lavoir
- Mont Aurélien[9]

- Kirche Mariä Himmelfahrt
- Mairie Pourcieux
- Schloss
- Lavoir

## Demografie

### Bevölkerungsentwicklung
| Jahr      | 1962 | 1968 | 1975 | 1982 | 1990 | 1999 | 2008 |
| Einwohner | 252  | 256  | 256  | 281  | 527  | 941  | 1082 |

### Altersstruktur
30 % der Bevölkerung sind 19 Jahre alt oder jünger. 4 % der Bevölkerung sind 75 Jahre alt oder älter.